# Carcinoom
Carcinoom is een maligne of kwaadaardige vermenigvuldiging (woekering) van epitheelcellen. Epitheel is de bovenste laag cellen van huid of slijmvliezen. Net als andere maligne tumoren (kankergezwellen) worden carcinomen veroorzaakt door ongecontroleerde, lichaamsvijandige celdeling en manifesteren zich door infiltratieve groei (doordringen van het gezwel in omliggend weefsel), vorming van bloedvaten in het gezwel, de aanwezigheid van mitosefiguren in een histologisch preparaat en soms ook resten van dode cellen.

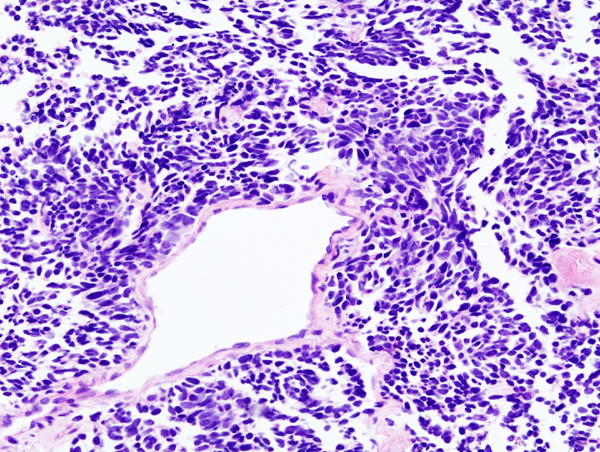
Histopathologische afbeelding van een kleine longcelcarcinoom

Carcinoom kan ontstaan in verschillende lichaamsweefsel. De belangrijkste factor bij het ontstaan van carcinomen wordt gevormd door ongunstige omgevingsinvloeden als: te veel zon (bij huidkanker); slechte voedingsgewoonten (bij kanker van het maagslijmvlies of van het darmslijmvlies); vervuilde buitenlucht, blootstelling aan asbest en roken (kanker van het longslijmvlies). Deze invloeden hebben tijd nodig om weefsel tot een kwaadaardig weefsel te laten uitgroeien; carcinomen zijn daarom zeldzaam bij kinderen of jongvolwassenen. Erfelijke aanleg en domme pech spelen bij het ontstaan van carcinomen ook een rol.
Verschillende typen carcinoom:
- adenocarcinoom
- mammacarcinoom
- basaalcelcarcinoom
- plaveiselcelcarcinoom